# LRP11
LRP11‏ (LDL receptor related protein 11) هوَ بروتين يُشَفر بواسطة جين LRP11 في الإنسان.